# Alberto Winkler
Alberto Winkler (ur. 13 lutego 1932 w Castelbello-Ciardes, zm. 14 czerwca 1981 w Mandello del Lario) – włoski wioślarz, złoty medalista olimpijski.
Wystąpił na igrzyskach olimpijskich w Melbourne w 1956, gdzie Włosi w składzie: Alberto Winkler, Romano Sgheiz, Angelo Vanzin, Franco Trincavelli i Ivo Stefanoni (sternik) zdobyli złoty medal w czwórkach ze sternikiem. W wyścigu finałowym o 3 sekundy wyprzedzili osadę Szwecji i o 11,5 sekundy osadę Finlandii. Był to jego jedyny start olimpijski.
W tej samej konkurencji wywalczył brązowy medal na mistrzostwach Europy w Bledzie (1956). Ponadto zwyciężał w ósemkach na mistrzostwach Europy w Duisburgu (1957) i mistrzostwach Europy w Poznaniu (1958).
Odznaczony złotym medalem Włoskiego Narodowego Komitetu Olimpijskiego.